# Скупщина Чорногорії
Скупщина Чорногорії (серб., чорн. Скупштина Црне Горе/Skupština Crne Gore) — представницький орган і носій законодавчої влади (парламент) Чорногорії.

## Історія
За результатами референдуму 2006 року парламент проголосив незалежність Чорногорії та її вихід зі складу федерації Сербія і Чорногорія 3 червня 2006.
28 квітня 2017 року Скупщина 46 голосами ратифікувала закон про вступ країни до НАТО.

## Повноваженнята обов'язки
Парламент затверджує кандидатуру прем'єр-міністра, висунуту президентом, при цьому міністерські посади розподіляються прем'єр-міністром. Скупщина має право винести вотум недовіри уряду.
Скупщина затверджує всі закони, ратифікує міжнародні акти, призначає суддів усіх рівнів, приймає бюджет і виконує інші обов'язки, закріплені в Конституції.

## Депутати
Депутати обираються на чотирирічний термін. Один депутат представляє 6000 виборців, що впливає на загальну кількість депутатів. Сьогодні їх 81, тоді як в минулій сесії було 74.

## Спікери парламенту
- Ранко Кривокапич (3 червня 2006—18 травня 2016).